# Liara magna
Liara magna är en insektsart som beskrevs av Sigfrid Ingrisch 1990. Liara magna ingår i släktet Liara och familjen vårtbitare.

## Underarter
Arten delas in i följande underarter:
- L. m. magna
- L. m. brachyptera
- L. m. angulata